# 六工镇
六工镇，是中华人民共和国新疆维吾尔自治区昌吉回族自治州昌吉市下辖的一个乡镇级行政单位。

## 行政区划
六工镇下辖以下地区：
下六工村、西五工村、东五工村、新庄村、四户坝村、沙梁子村、下三工村和十三户村。